# إدفارت كارديل
إدفارت كارديل (27 يناير، 1910 - 10 فبراير، 1979) ويعرف أيضا بالاسمين المستعارين سبيرانز وكريستوف، هو قائد سياسي شيوعي يوغوسلافي، واقتصادي وعضو في حركة البارتيزان اليوغوسلافية الثورية، وعضو كامل العضوية في الأكاديمية الصربية للعلوم والفنون. يعتبر المبتكر الرئيسي للنظام اليوغوسلافي لإدارة العمال الذاتية.

## مواضيع ذات صلة
- النظرية العالمية الثالثة.

## روابط خارجية
- إدفارت كارديل على موقع الموسوعة البريطانية (الإنجليزية)
- إدفارت كارديل على موقع مونزينجر (الألمانية)